# Melanoptilon timidaria
Melanoptilon timidaria är en fjärilsart som beskrevs av Herrich-Schäffer 1855. Melanoptilon timidaria ingår i släktet Melanoptilon och familjen mätare. Inga underarter finns listade i Catalogue of Life.